# Antonia da Firenze
Antonia da Firenze (Firenze, 1400 circa – L'Aquila, 29 febbraio 1472) è stata una religiosa e badessa italiana.

## Biografia
Sposatasi giovanissima con un suo coetaneo, dal quale ebbe un figlio, rimase ben presto vedova; tuttavia, non volendo contrarre un secondo matrimonio nonostante le raccomandazioni dei genitori, nel 1429 decise di consacrare la sua vita a Dio e di entrare tra le terziarie francescane del Monastero di Sant'Onofrio a Firenze. Dal 1430 al 1433 fu poi badessa del Monastero di Sant'Anna a Foligno e, infine, trasferita all'Aquila con alcune compagne per volere della famiglia Branconio, resse per quattordici anni il Monastero di Sant'Elisabetta da poco fondato dalle terziarie francescane.
In questi anni però, non riuscendo ad appagare il suo desiderio di una sempre più profonda contemplazione, nonostante la sua intensa vita spirituale, maturò l'idea di abbandonare il Terz’Ordine per abbracciare la Regola di Santa Chiara d’Assisi; quindi, incoraggiata da San Giovanni da Capestrano, nel 1447 fondò sempre all'Aquila, insieme a tredici compagne, il Monastero dell'eucaristia del quale diventò badessa. Nel frattempo la sua fama di santità suscitò numerose vocazioni tra le fanciulle aquilane, che entrarono come clarisse nel nuovo convento; poi, dopo aver tenuto per sette anni l'ufficio di badessa, poté dedicarsi esclusivamente alla contemplazione e al silenzio.
Negli ultimi anni della sua vita fu afflitta da un'orribile piaga che seppe tenere nascosta alle consorelle; la sua morte, avvenuta il 29 febbraio 1472, fu segnata da alcuni miracoli che si verificarono prima ancora che venisse sepolta.

## Il culto
Il suo corpo incorrotto, venerato fino al 2006 nella Chiesa del Monastero dell'eucaristia all'Aquila, è stato trasferito nel monastero delle clarisse di Santa Chiara a Paganica. Venne beatificata da papa Pio IX nel 1848.
La memoria liturgica è il 29 febbraio o il 28 febbraio negli anni non bisestili.